# شیاردد
شیاردد (نام علمی: Glyptotherium) نام یک سرده از تیره شیاردندانان است.